# Liste der Naturdenkmäler in Wien/Wieden
Die Liste der Naturdenkmäler in Wien/Wieden listet alle als Naturdenkmal ausgewiesenen Objekte im 4. Wiener Gemeindebezirk Wieden auf. Bei den sechs Naturdenkmälern handelt es sich laut Definition der Stadt Wien um sechs Einzelnaturdenkmäler bzw. fünf Einzelbäume und ein Baumpaar.

## Naturdenkmäler
| Foto |                 | Name                                | ID  | Standort                                                       | Beschreibung | Fläche | Datum      |
| ---- | --------------- | ----------------------------------- | --- | -------------------------------------------------------------- | --- | ------ | ---------- |
| 1    | Datei hochladen | 2 Baumhaseln (Corylus colurna)      | 545 | Wien, Resselpark KG: Wieden GrStNr: 660/1 Standort             | Die beiden Baum-Haseln (Corylus colurna) gegenüber dem Haupteingang der Technischen Universität wurde wegen ihres gleichmäßigen Wuchs und ihrem „stattlichem Aussehen“ unter Schutz gestellt. |        | 25.04.1972 |
| 1    | Datei hochladen | Platane (Platanus x hybrida)        | 570 | Wien, Plößlgasse 15 KG: Wieden GrStNr: 112/3 Standort          | Die Ahornblättrige Platane (Platanus x hybrida) hinter dem Gebäude Plößlgasse 15 wurde wegen ihrer besonders schöne Kronenbildung und ihrer Bedeutung für die Umgebung geschützt. |        | 28.08.1973 |
| 1    | Datei hochladen | Esche (Fraxinus excelsior)          | 656 | Wien, Kettenbrückengasse 14 KG: Wieden Standort                | Die Gemeine Esche (Fraxinus excelsior) steht im Innenhof des Hauses Kettenbrückengasse 14, wobei der Stamm mit Efeu berankt ist. |        | 21.02.1977 |
| 0 BW | Datei hochladen | Feldulme (Ulmus minor)              | 765 | Wien, Floragasse 5 KG: Wieden Standort                         | Die Feldulme (Ulmus minor) befindet sich im Hof des Hauses Floragasse 5. Sie ist aufgrund der Ulmenkrankheit und der geringen Anzahl verbliebener Exemplare schutzwürdig. |        | 10.06.1996 |
| 0 BW | Datei hochladen | Kirschlorbeer (Prunus laurocerasus) | 791 | Wien, Rechte Wienzeile 25–27 KG: Wieden GrStNr: 810/2 Standort | Die Lorbeerkirsche (Prunus laurocerasus) befindet sich im Hof des Anfang der 1950er Jahre errichteten Wohnhausanlage der Gemeinde Wien im Eckbereich bei der Stiege 2 und Stiege 4. Der Baum wies zum Untersuchungszeitpunkt einen Kronendurchmesser und eine Höhe von je etwa 8 Metern auf. Er besitzt sieben Stämmlinge, die in einem Meter Höhe einen Stammumfang von 33 bis 50 cm aufwiesen. |        | 28.07.2005 |
| 1    | Datei hochladen | Rotbuche (Fagus sylvatica)          | 842 | Wien, Alois-Drasche-Park KG: Wieden GrStNr: 1100/5 Standort    | Die Rotbuche zeichnet sich besonders durch ihre mächtige ortsbildprägende Freistandskrone aus. Sie wurde aufgrund ihres besonderen Gepräges für die Umgebung unter Schutz gestellt. |        | 18.06.2018 |

| Foto:                    | Fotografie des Naturdenkmals. Klicken des Fotos erzeugt eine vergrößerte Ansicht. Daneben finden sich zwei Symbole: \| Weitere Bilder vorhanden \| Das Symbol bedeutet, dass weitere Fotos des Objekts verfügbar sind. Durch Klicken des Symbols werden sie angezeigt. \| \| Eigenes Foto hochladen \| Durch Klicken des Symbols können weitere Fotos des Objekts in das Medienarchiv Wikimedia Commons hochgeladen werden. \| |
| Name:                    | Bezeichnung des Naturdenkmals laut offiziellen Quellen |
| ID                       | Identifikator |
| Standort:                | Es ist die Gemeinde und falls vorhanden die Adresse angegeben. Darunter sind die Katastralgemeinde (KG) und die Grundstücksnummer angeführt. Durch Aufruf des Links Standort wird die Lage des Denkmals in verschiedenen Kartenprojekten angezeigt. |
| Beschreibung             | Kurze Beschreibung des Naturdenkmals |
| Fläche                   | Fläche des Naturdenkmals in Hektar (ha) |
| Datum                    | Datum oder Jahr der Unterschutzstellung |
| Weitere Bilder vorhanden | Das Symbol bedeutet, dass weitere Fotos des Objekts verfügbar sind. Durch Klicken des Symbols werden sie angezeigt. |
| Eigenes Foto hochladen   | Durch Klicken des Symbols können weitere Fotos des Objekts in das Medienarchiv Wikimedia Commons hochgeladen werden. |